# Strophurus wilsoni
Strophurus wilsoni är en ödleart som beskrevs av  Storr 1983. Strophurus wilsoni ingår i släktet Strophurus och familjen geckoödlor. Inga underarter finns listade i Catalogue of Life.